# Kvalifikace na Mistrovství světa ve fotbale 2022 (CAF)
Kvalifikace na Mistrovství světa ve fotbale 2022 zóny CAF určila 5 účastníků závěrečného turnaje. Zúčastnilo se jí 54 týmů z asociací sdružených v organizaci CAF.

## Formát
Předchozí návrh na sloučení kvalifikace na Africký pohár národů 2021 s kvalifikací na mistrovství světa byl po zasedání CAF 11. června 2018 zamítnut.
CAF se vrátila k formátu používanému pro kvalifikaci na mistrovství světa ve fotbale v roce 2014.
- První kolo: 28 týmů (týmy na 27. až 54. místě žebříčku CAF) hrálo doma a venku. Do druhého kola postoupilo 14 vítězů.
- Druhé kolo: 40 týmů (umístěných na 1. až 26. místech zmiňovaného žebříčku a 14 vítězů prvního kola) bylo rozděleno do deseti skupin po čtyřech týmech, které odehrály zápasy doma a venku. Deset vítězů skupin postoupilo do třetího kola.
- Třetí kolo: Deset vítězů skupin druhého kola hraje doma a venku.
- Pět vítězů se kvalifikuje na mistrovství světa.

## Nasazení
Do kvalifikace se přihlásilo všech 54 fotbalových asociací CAF, které jsou členy FIFA. Pro určení zemí, které se utkají v prvním kole, byl použit žebříček FIFA z července 2019. Pro nasazení do druhého a třetího kola se použije nejnovější žebříček FIFA před těmito losováními.
Libyi hrozilo vyloučení z kvalifikace, pokud nezaplatí dluhy svému bývalému trenérovi Javieru Clementemu. Libye však požadavek splnila poté, co jí FIFA poskytla novou lhůtu. Sierra Leone rovněž čelila možnému vyloučení z kvalifikace kvůli pozastavení činnosti její fotbalové asociace. Rada FIFA však pozastavení činnosti zrušila 3. června 2019. Vyloučení z kvalifikace bylo zrušeno.
| Nasazeni do druhé fáze (pozice 1 až 27) | Účastníci první fáze (pozice 28 až 54) |
| --- | --- |
| 1. Senegal (20) 2. Tunisko (29) 3. Nigérie (33) 4. Alžírsko (40) 5. Maroko (41) 6. Egypt (46) 7. Ghana (50) 8. Kamerun (53) 9. DR Kongo (56) 10. Pobřeží slonoviny (57) 11. Mali (59) 12. Burkina Faso (61) 13. Jihoafrická republika (70) 14. Guinea (75) 15. Kapverdy (76) 16. Uganda (80) 17. Zambie (81) 18. Benin (82) 19. Gabon (90) 20. Konžská republika (91) 21. Madagaskar (96) 22. Niger (104) 23. Libye (105) 24. Maroko (106) 25. Keňa (107) 26. Středoafrická republika (111) | 1. Zimbabwe (112) 2. Sierra Leone (114) 3. Mosambik (116) 4. Namibie (121) 5. Angola (122) 6. Guinea-Bissau (123) 7. Malawi (126) 8. Togo (128) 9. Súdán (129) 10. Rwanda (133) 11. Tanzanie (137) 12. Rovníková Guinea (139) 13. Svazijsko (139) 14. Lesotho (144) 15. Komory (146) 16. Botswana (147) 17. Burundi (148) 18. Etiopie (150) 19. Libérie (152) 20. Mauricius (157) 21. Gambie (161) 22. Jižní Súdán (169) 23. Čad (175) 24. Svatý Tomáš a Princův ostrov (185) 25. Seychely (192) 26. Džibutsko (195) 27. Somálsko (202) 28. Eritrea (202) |

## Termíny
Níže je uveden rozpis kvalifikace na mistrovství světa ve fotbale 2022 podle Mezinárodního kalendáře zápasů FIFA. Po přeložení finálového turnaje Afrického poháru národů 2021 z června/července na leden/únor byly přeloženy i termíny zápasových dnů 1-2 druhého kola  Z důvodu přerušení soutěže kvůli pandemii COVID-19 byl program druhého a třetího kola opět upraven a 19. srpna 2020 CAF oznámila nové termíny výše uvedených kol. 
| Fáze    | Kolo         | Datum                  |
| ------- | ------------ | ---------------------- |
| 1. fáze | První zápasy | 4.-7. září 2019        |
| 1. fáze | Odvety       | 8.-10. září 2019       |
| 2. fáze | 1. kolo      | 1.-3. září 2021        |
| 2. fáze | 2. kolo      | 5.-7. září 2021        |
| 2. fáze | 3. kolo      | 6.-9. října 2021       |
| 2. fáze | 4. kolo      | 10.–12. října 2021     |
| 2. fáze | 5. kolo      | 11.–13. listopadu 2021 |
| 2. fáze | 6. kolo      | 14.–16. listopadu 2021 |
| 3. fáze | První zápasy | 24.-26. března 2022    |
| 3. fáze | Odvety       | 27.-29. března 2022    |

## První fáze
Losování prvního kola proběhlo 29. července 2019 ve 12:00 UTC+2 v sídle CAF v Káhiře.
| Domácí v 1. zápase           | Celkem     | Hosté v 1. zápase | 1. zápas | 2. zápas |
| ---------------------------- | ---------- | ----------------- | -------- | -------- |
| Etiopie                      | *1:1       | Lesotho           | 0:0      | 1:1      |
| Somálsko                     | 2:3        | Zimbabwe          | 1:0      | 1:3      |
| Eritrea                      | 1:4        | Namibie           | 1:2      | 0:2      |
| Burundi                      | 2:2 (0:3)p | Tanzanie          | 1:1      | 1:1      |
| Džibutsko                    | 2:1        | Svazijsko         | 2:1      | 0:0      |
| Botswana                     | 0:1        | Malawi            | 0:0      | 0:1      |
| Gambie                       | 1:3        | Angola            | 0:1      | 1:2      |
| Libérie                      | 3:2        | Sierra Leone      | 3:1      | 0:1      |
| Mauricius                    | 0:3        | Mosambik          | 0:1      | 0:2      |
| Svatý Tomáš a Princův ostrov | 1:3        | Guinea-Bissau     | 0:1      | 1:2      |
| Jižní Súdán                  | 1:2        | Rovníková Guinea  | 1:1      | 0:1      |
| Komory                       | 1:3        | Togo              | 1:1      | 0:2      |
| Čad                          | 1:3        | Súdán             | 1:3      | 0:0      |
| Seychely                     | 0:10       | Rwanda            | 0:3      | 0:7      |

## Druhá fáze
Losování druhého kola proběhlo 21. ledna 2020 v 19:00 CAT. (UTC+2) v hotelu Ritz-Carlton v Káhiře.
 Skupina A 
| Poř. | Tým          | Z | V | R | P | VG | OG | B  |
| ---- | ------------ | - | - | - | - | -- | -- | -- |
| 1.   | Alžírsko     | 6 | 4 | 2 | 0 | 25 | 4  | 14 |
| 2.   | Burkina Faso | 6 | 3 | 3 | 0 | 12 | 4  | 12 |
| 3.   | Niger        | 6 | 2 | 1 | 3 | 13 | 17 | 7  |
| 4.   | Džibutsko    | 6 | 0 | 0 | 6 | 4  | 29 | 0  |

|              | Alžírsko | Burkina Faso | Niger | Džibutsko |
| ------------ | -------- | ------------ | ----- | --------- |
| Alžírsko     | •        | 2:2          | 6:1   | 8:0       |
| Burkina Faso | 1:1      | •            | 1:1   | 2:0       |
| Niger        | 0:1      | 0:2          | •     | 7:2       |
| Džibutsko    | 0:4      | 0:4          | 2:4   | •         |

 Skupina B 
| Poř. | Tým              | Z | V | R | P | VG | OG | B  |
| ---- | ---------------- | - | - | - | - | -- | -- | -- |
| 1.   | Tunisko          | 6 | 4 | 1 | 1 | 11 | 2  | 13 |
| 2.   | Rovníková Guinea | 6 | 3 | 2 | 1 | 6  | 5  | 11 |
| 3.   | Zambie           | 6 | 2 | 1 | 3 | 8  | 9  | 7  |
| 4.   | Mauritánie       | 6 | 0 | 2 | 4 | 2  | 11 | 2  |

|                  | Tunisko | Rovníková Guinea | Zambie | Mauritánie |
| ---------------- | ------- | ---------------- | ------ | ---------- |
| Tunisko          | •       | 3:0              | 3:1    | 3:0        |
| Rovníková Guinea | 1:0     | •                | 2:0    | 1:0        |
| Zambie           | 0:2     | 1:1              | •      | 4:0        |
| Mauritánie       | 0:0     | 1:1              | 1:2    | •          |

 Skupina C 
| Poř. | Tým                     | Z | V | R | P | VG | OG | B  |
| ---- | ----------------------- | - | - | - | - | -- | -- | -- |
| 1.   | Nigérie                 | 6 | 4 | 1 | 1 | 9  | 3  | 13 |
| 2.   | Kapverdy                | 6 | 3 | 2 | 1 | 8  | 6  | 11 |
| 3.   | Libérie                 | 6 | 2 | 0 | 4 | 5  | 8  | 6  |
| 4.   | Středoafrická republika | 6 | 1 | 1 | 4 | 4  | 9  | 4  |

|                         | Nigérie | Kapverdy | Libérie | Středoafrická republika |
| ----------------------- | ------- | -------- | ------- | ----------------------- |
| Nigérie                 | •       | 1:1      | 2:0     | 0:1                     |
| Kapverdy                | 1:2     | •        | 1:0     | 2:1                     |
| Libérie                 | 0:2     | 1:2      | •       | 3:1                     |
| Středoafrická republika | 0:2     | 1:1      | 0:1     | •                       |

 Skupina D 
| Poř. | Tým               | Z | V | R | P | VG | OG | B  |
| ---- | ----------------- | - | - | - | - | -- | -- | -- |
| 1.   | Kamerun           | 6 | 5 | 0 | 1 | 12 | 3  | 15 |
| 2.   | Pobřeží slonoviny | 6 | 4 | 1 | 1 | 10 | 3  | 15 |
| 3.   | Mosambik          | 6 | 1 | 1 | 4 | 2  | 8  | 4  |
| 4.   | Malawi            | 6 | 1 | 0 | 5 | 2  | 12 | 3  |

|                   | Kamerun | Pobřeží slonoviny | Mosambik | Malawi |
| ----------------- | ------- | ----------------- | -------- | ------ |
| Kamerun           | •       | 1:0               | 3:1      | 2:0    |
| Pobřeží slonoviny | 2:1     | •                 | 3:0      | 2:1    |
| Mosambik          | 0:1     | 0:0               | •        | 1:0    |
| Malawi            | 0:4     | 0:3               | 1:0      | •      |

 Skupina E 
| Poř. | Tým    | Z | V | R | P | VG | OG | B  |
| ---- | ------ | - | - | - | - | -- | -- | -- |
| 1.   | Mali   | 6 | 5 | 1 | 0 | 11 | 0  | 16 |
| 2.   | Uganda | 6 | 2 | 3 | 1 | 3  | 2  | 9  |
| 3.   | Keňa   | 6 | 1 | 3 | 2 | 4  | 9  | 6  |
| 4.   | Rwanda | 6 | 0 | 1 | 5 | 2  | 9  | 1  |

|        | Mali | Uganda | Keňa | Rwanda |
| ------ | ---- | ------ | ---- | ------ |
| Mali   | •    | 1:0    | 5:0  | 1:0    |
| Uganda | 0:0  | •      | 1:1  | 1:0    |
| Keňa   | 0:1  | 0:0    | •    | 2:1    |
| Rwanda | 0:3  | 0:1    | 1:1  | •      |

 Skupina F 
| Poř. | Tým    | Z | V | R | P | VG | OG | B  |
| ---- | ------ | - | - | - | - | -- | -- | -- |
| 1.   | Egypt  | 6 | 4 | 2 | 0 | 10 | 4  | 14 |
| 2.   | Gabon  | 6 | 2 | 1 | 3 | 8  | 7  | 7  |
| 3.   | Libye  | 6 | 2 | 1 | 3 | 4  | 7  | 7  |
| 4.   | Angola | 6 | 1 | 2 | 3 | 6  | 8  | 5  |

|        | Egypt | Gabon | Libye | Angola |
| ------ | ----- | ----- | ----- | ------ |
| Egypt  | •     | 2:1   | 1:0   | 1:0    |
| Gabon  | 1:1   | •     | 1:0   | 2:0    |
| Libye  | 0:3   | 2:1   | •     | 1:1    |
| Angola | 2:2   | 3:1   | 0:1   | •      |

 Skupina G 
| Poř. | Tým                   | Z | V | R | P | VG | OG | B  |
| ---- | --------------------- | - | - | - | - | -- | -- | -- |
| 1.   | Ghana                 | 6 | 4 | 1 | 1 | 7  | 3  | 13 |
| 2.   | Jihoafrická republika | 6 | 4 | 1 | 1 | 6  | 2  | 13 |
| 3.   | Etiopie               | 6 | 1 | 2 | 3 | 4  | 7  | 5  |
| 4.   | Zimbabwe              | 6 | 0 | 2 | 4 | 2  | 7  | 2  |

|                       | Ghana | Jižní Afrika | Etiopie | Zimbabwe |
| --------------------- | ----- | ------------ | ------- | -------- |
| Ghana                 | •     | 1:0          | 1:0     | 3:1      |
| Jihoafrická republika | 1:0   | •            | 1:0     | 1:0      |
| Etiopie               | 1:1   | 1:3          | •       | 1:0      |
| Zimbabwe              | 0:1   | 0:0          | 1:1     | •        |

 Skupina H 
| Poř. | Tým     | Z | V | R | P | VG | OG | B  |
| ---- | ------- | - | - | - | - | -- | -- | -- |
| 1.   | Senegal | 6 | 5 | 0 | 1 | 15 | 4  | 16 |
| 2.   | Togo    | 6 | 2 | 2 | 2 | 5  | 6  | 8  |
| 3.   | Namibie | 6 | 1 | 2 | 3 | 5  | 10 | 5  |
| 4.   | Kongo   | 6 | 0 | 3 | 3 | 5  | 10 | 3  |

|         | Senegal | Togo | Namibie | Konžská republika |
| ------- | ------- | ---- | ------- | ----------------- |
| Senegal | •       | 2:0  | 4:1     | 2:0               |
| Togo    | 1:1     | •    | 0:1     | 1:1               |
| Namibie | 1:3     | 0:1  | •       | 1:1               |
| Kongo   | 1:3     | 1:2  | 1:1     | •                 |

 Skupina I 
| Poř. | Tým           | Z | V | R | P | VG | OG | B  |
| ---- | ------------- | - | - | - | - | -- | -- | -- |
| 1.   | Maroko        | 6 | 6 | 0 | 0 | 20 | 1  | 18 |
| 2.   | Guinea-Bissau | 6 | 1 | 3 | 2 | 5  | 11 | 6  |
| 3.   | Guinea        | 6 | 0 | 4 | 2 | 5  | 11 | 4  |
| 4.   | Súdán         | 6 | 0 | 3 | 3 | 5  | 12 | 3  |

|               | Maroko | Guinea-Bissau | Guinea | Súdán |
| ------------- | ------ | ------------- | ------ | ----- |
| Maroko        | •      | 5:0           | 3:0    | 2:0   |
| Guinea-Bissau | 0:3    | •             | 1:1    | 0:0   |
| Guinea        | 1:4    | 0:0           | •      | 2:2   |
| Súdán         | 0:3    | 2:4           | 1:1    | •     |

 Skupina J 
| Poř. | Tým        | Z | V | R | P | VG | OG | B  |
| ---- | ---------- | - | - | - | - | -- | -- | -- |
| 1.   | DR Kongo   | 6 | 3 | 2 | 1 | 9  | 3  | 11 |
| 2.   | Benin      | 6 | 3 | 1 | 2 | 5  | 4  | 10 |
| 3.   | Tanzanie   | 6 | 2 | 2 | 2 | 6  | 8  | 8  |
| 4.   | Madagaskar | 6 | 1 | 1 | 4 | 4  | 9  | 4  |

|            | Konžská demokratická republika | Benin | Tanzanie | Madagaskar |
| ---------- | ------------------------------ | ----- | -------- | ---------- |
| DR Kongo   | •                              | 2:0   | 1:1      | 2:0        |
| Benin      | 1:1                            | •     | 0:1      | 2:0        |
| Tanzanie   | 0:3                            | 0:1   | •        | 3:2        |
| Madagaskar | 1:0                            | 0:1   | 1:1      | •          |

## Třetí fáze
Deset vítězů skupin z druhého kola bylo rozlosováno na pět zápasů doma a venku, přičemž týmy byly nasazeny na základě světového žebříčku FIFA. Losování proběhlo 22. ledna 2022 v kamerunské Douale. Hůře umístěný tým odehrál první utkání doma. Vítězové jednotlivých utkání se kvalifikovali na mistrovství světa ve fotbale 2022.
| Domácí v 1. zápase | Celkem      | Hosté v 1. zápase | 1. zápas | 2. zápas    |
| ------------------ | ----------- | ----------------- | -------- | ----------- |
| Egypt              | 1:1 (1:3pp) | Senegal           | 1:0      | 0:1 (1:3pp) |
| Kamerun            | 2:2*        | Alžírsko          | 0:1      | 2:1         |
| Ghana              | *1:1        | Nigérie           | 0:0      | 1:1         |
| DR Kongo           | 2:5         | Maroko            | 1:1      | 1:4         |
| Mali               | 0:1         | Tunisko           | 0:1      | 0:0         |